# Capinota (gemeente)
Capinota is een gemeente (municipio) in de Boliviaanse provincie Capinota in het departement Cochabamba. De gemeente telt naar schatting 21.228 inwoners (2018). De hoofdplaats is Capinota.